# Mobile (pjesma)
"Mobile" je pjesma Avril Lavigne s njezina prvog studijskog albuma Let Go iz 2002. Napisali i producirali su je Lavigne i Clif Magness. Pjesma je objavljena kao radio singl samo u Australiji i Novom Zelandu.

## Uspjeh pjesme
"Mobitel" je izdan samo u Australiji i Novom Zelandu kao radio singl. Pjesma je debitirala na broju 36, Novo Zelandske ljestvice, a sljedeći tjedan se popenjala do broja 26. "Mobile" je isto bio objavljen kao radio singl u Južnoj Africi.

## Popis pjesama
Promotivni CD singl
| Br. | Skladba                           | Trajanje |
| --- | --------------------------------- | -------- |
| 1.  | »Mobile«                          | 3:31     |
| 2.  | »Complicated« (Tom Lord-Alge Mix) | 4:05     |
| 3.  | »Let Go«                          | 4:11     |
| 4.  | »All You Will Never Know«         | 3:40     |

## Ljestvice
| Ljestvica   | Najviša pozicija |
| ----------- | ---------------- |
| Novi Zeland | 26               |